# Adygejsk
Adygejsk (Russisch: Адыгейск; Adygees: Адыгэкъалэ, Adygeqale) is een stad in de Russische autonome deelrepubliek Adygea. De stad ligt 100 kilometer ten noordwesten van Majkop, vlak bij het Krasnodar-stuwmeer.
De nederzetting Adygejsk werd gesticht in 1969, bij de aanleg van het Krasnodar-stuwmeer. In 1976 verkreeg Adygejsk de stadstatus en werd het hernoemd tot Teoetsjezjsk (Теучежск) naar de Adygese sovjetdichter Tsoeg Teoetsjezj (Tagir Alievitsj Teoetsjezj). In 1992 kreeg Adygejsk zijn oorspronkelijke naam terug.
Bestuurlijk centrum: Majkop

Stad: Adygejsk

Districten: Giaginski · Kosjechablski · Krasnogvardejski · Majkopski · Sjovgenovski · Tachtamoekajski · Teoetsjezjski